# جیمز تی. فارل
جیمز توماس فارل (به انگلیسی: James Thomas Farrell) نویسنده معاصر آمریکایی در سال ۱۹۰۴ در خانواده متوسطی متولد شد. پس از تحصیلات مقدماتی به دانشگاه شیکاگو رفت و در ضمن برای امرار معاش کار هم می‌کرد.
مدتی پس از اتمام دوره دانشگاه به علت تنگدستی و نداشتن کاری بهتر مامور یک پمپ بنزین گردید. در این مدت به کارهای ادبی نیز مشغول بود و بعدها همکاری خویش را در این زمینه با مجلات و روزنامه‌ها آغاز کرد و شهرتی به دست آورد. پس از مدتی به اتحادیه آزادی آمریکا درآمد و یکی از اعضا برجسته و فعال این موسسه گردید. فارل آثار متعددی دارد که هر یک امروزه در ادبیات جدید آمریکا مقام برجسته‌ای دارند.

## آثار
مهمترین آثار وی عبارتند از:
- روز دادخواهی
- دنیایی که من بنا کرده‌ام
- گیوتین
- هنگامیکه رویاهای جوانی تحقق می‌یابد
- این مرد و این زن و زن خطرناک